# Juri Olegowitsch Urytschew
Juri Olegowitsch Urytschew (russisch Юрий Олегович Урычев; * 3. April 1991 in Jaroslawl, Russische SFSR; † 7. September 2011 in Tunoschna bei Jaroslawl) war ein russischer Eishockeyspieler. Von 2009 bis zu seinem Tod stand er bei Lokomotive Jaroslawl in der Kontinentalen Hockey-Liga unter Vertrag.

## Karriere
Juri Urytschew begann seine Karriere als Eishockeyspieler in seiner Heimatstadt bei Lokomotive Jaroslawl, für dessen zweite Mannschaft er bis 2009 zunächst in der drittklassigen Perwaja Liga aktiv war, ehe er im Laufe der Saison 2009/10 sein Debüt in der Kontinentalen Hockey-Liga gab. In der Hauptrunde bestritt er nur drei Spiele im KHL-Team von Lokomotive und verbrachte die gesamte restliche Zeit bei deren Nachwuchsteam in der multinationalen Juniorenliga Molodjoschnaja Chokkeinaja Liga. Während der Playoffs um den Gagarin Cup gehörte der Verteidiger jedoch zum Stammpersonal in Lokomotives Profiteam und bestritt insgesamt elf Playoffspiele.
Die Saison 2010/11 begann Urtyschew parallel in Lokomotives Profiteam in der KHL sowie in deren Juniorenmannschaft in der MHL. Am 7. September 2011 kam er bei einem Flugzeugabsturz bei Jaroslawl ums Leben.

### International
Für Russland nahm Urytschew an der U20-Junioren-Weltmeisterschaft 2011 teil, bei der er mit seiner Mannschaft die Goldmedaille gewann. In sieben Spielen konnte er mit einem Tor und drei Vorlagen zum Titelgewinn beitragen. Seinen einzigen Treffer im Turnierverlauf erzielte er beim Viertelfinalsieg über Finnland, bei dem er das zwischenzeitliche 1:0 erzielt hatte.

## Erfolge und Auszeichnungen
- 2011 Goldmedaille bei der U20-Junioren-Weltmeisterschaft